# Owenia collaris
Owenia collaris är en ringmaskart som beskrevs av Hartman 1955. Owenia collaris ingår i släktet Owenia och familjen Oweniidae. Inga underarter finns listade i Catalogue of Life.